# Léopold Maxime Eko Eko
Pour les articles homonymes, voir Eko.
Né vers 1963 à Bitsok, Léopold Maxime Eko Eko est un commissaire divisionnaire de police camerounais placé à la tête de la Direction générale de la recherche extérieure depuis le mois d'août 2010.

## Biographie
Sa femme est le juge Abega Mbezoa au tribunal militaire de Yaoundé
Il a été auditionné  au Secretariat d'État à la Défense dans le cadre de l'enquête sur l'assassinat de Martinez Zogo. Le 29 février 2024, l’ex-patron des services secrets camerounais est inculpé pour « complicité de torture » dans le cadre de l'assassinat de Martinez Zogo.